# Locomotion (singolo)
Locomotion è un singolo del gruppo synth pop britannico Orchestral Manoeuvres in the Dark, pubblicato nel 1984 ed estratto dall'album Junk Culture.

## Tracce
- 7"

1. Locomotion - 3:53
2. Her Body in My Soul - 4:40